# Château de Remilly-les-Pothées
Le château de Remilly-les-Pothées est une maison forte situé à Remilly-les-Pothées, en France. Construit en une période troublée par les menaces externes et internes au royaume de France, en particulier les guerres de Religion, l'édifice en entrée du village a subi des transformations. Mais il est resté pour l'instant la propriété de la famille qui l'a fondé.

## Description
Le château est constitué d'un corps de logis rectangulaire, flanqué au Nord d'une tour et au Nord-Est d'une échauguette.
En l'absence de pont-levis et de fossés, une bretèche défend l'entrée.
À l'intérieur du bâtiment, l'espace se limite à quatre salles, deux au rez-de-chaussée et deux à l'étage. Les salles situées à l'Est ont conservé leur cheminée de pierre sculptée, ainsi que la salle du rez-de-chaussée de la tour. Un escalier aménagé dans la forte épaisseur des murs permet d'accéder à une cave voûtée en plein cintre.
Un vaste grenier desservait à l'origine la bretèche et les meurtrières placées sous la corniche. Il a été ultérieurement aménagé.

## Localisation
Le château est situé le long de la D9 en entrée Est de la commune de Remilly-les-Pothées, dans le département français des Ardennes. Il est adossé à une colline culminant à 300 mètres et offre un panorama sur les vallées de la Sormonne et de l'Audry. La région dite des Pothées est un ancien territoire de l'évêché de Reims en Ardennes.

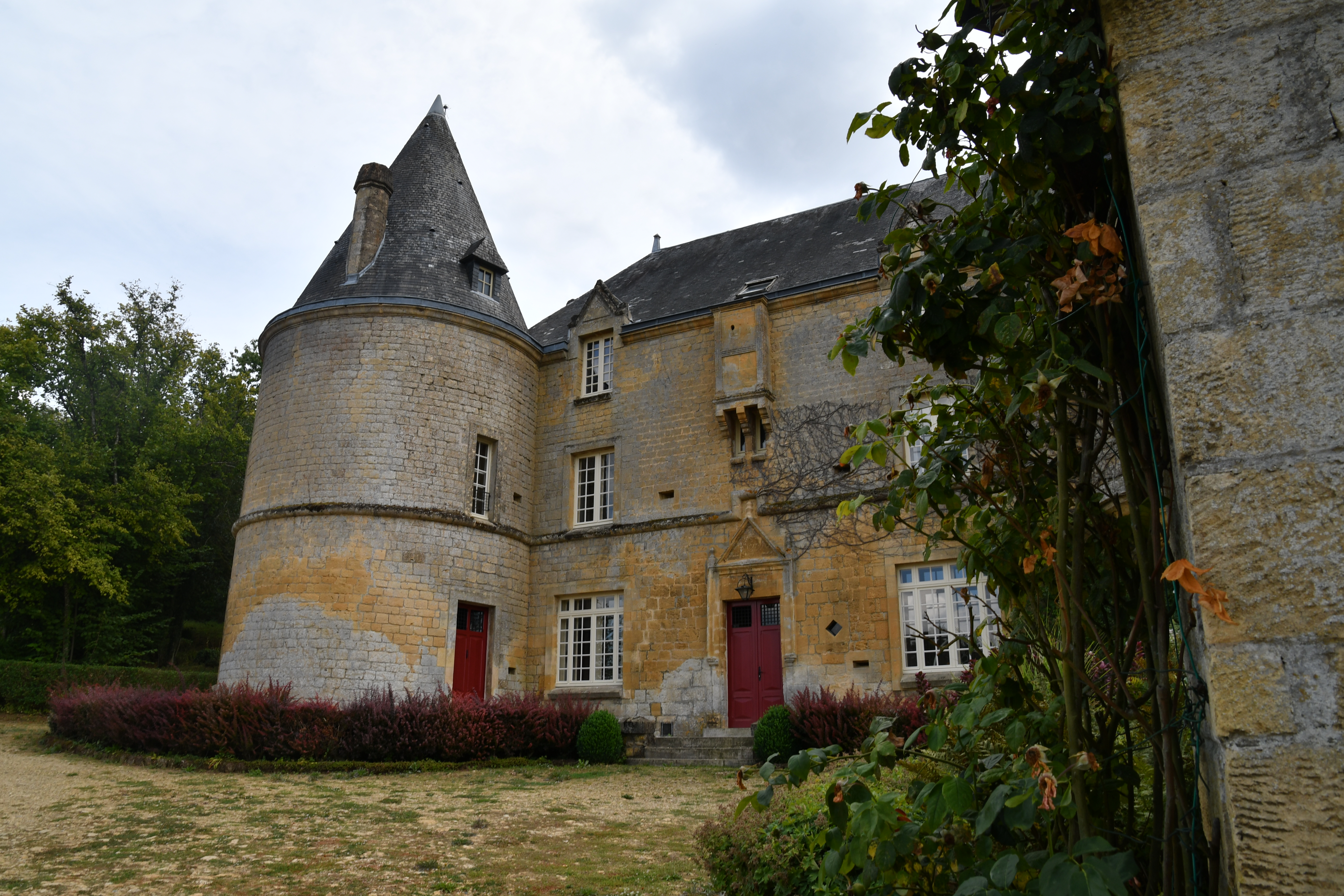
Façade du château.

## Historique
La date de 1577 est gravée au-dessus de la porte.
Le château est depuis sa création la propriété d'une même famille, les Rimbert ou Rymbert, même si le patronyme a changé dans des transmissions de père en fille. Cette famille, n'ayant pas émigré, a traversé la Révolution Française sans perdre son bien. Même si le citoyen Rimbert, ci-devant noble, a été sommé dans la période la plus agitée, en 1794, de supprimer une partie des dispositifs défensifs, meurtrières, créneaux et canardières, de la maison forte, Robert de Rimbert, ancien militaire et invalide pensionné avant la Révolution de 1789, a même été sollicité par les habitants, au début de cette révolution, pour commander la garde nationale.
Le château avait initialement deux tours, sur deux angles opposés, et deux échauguettes rectangulaires. En 1925, une restauration s'est traduite par l'élargissement des fenêtres, et la création d'un deuxième étage, avec des fenêtres à fronton qui échancrent la base du comble.
L'édifice est inscrit au titre des monuments historiques en 1927.
Cette demeure est une habitation privée qui est désormais ouverte au public sur rendez-vous.